# Richard Holmes (Historiker)

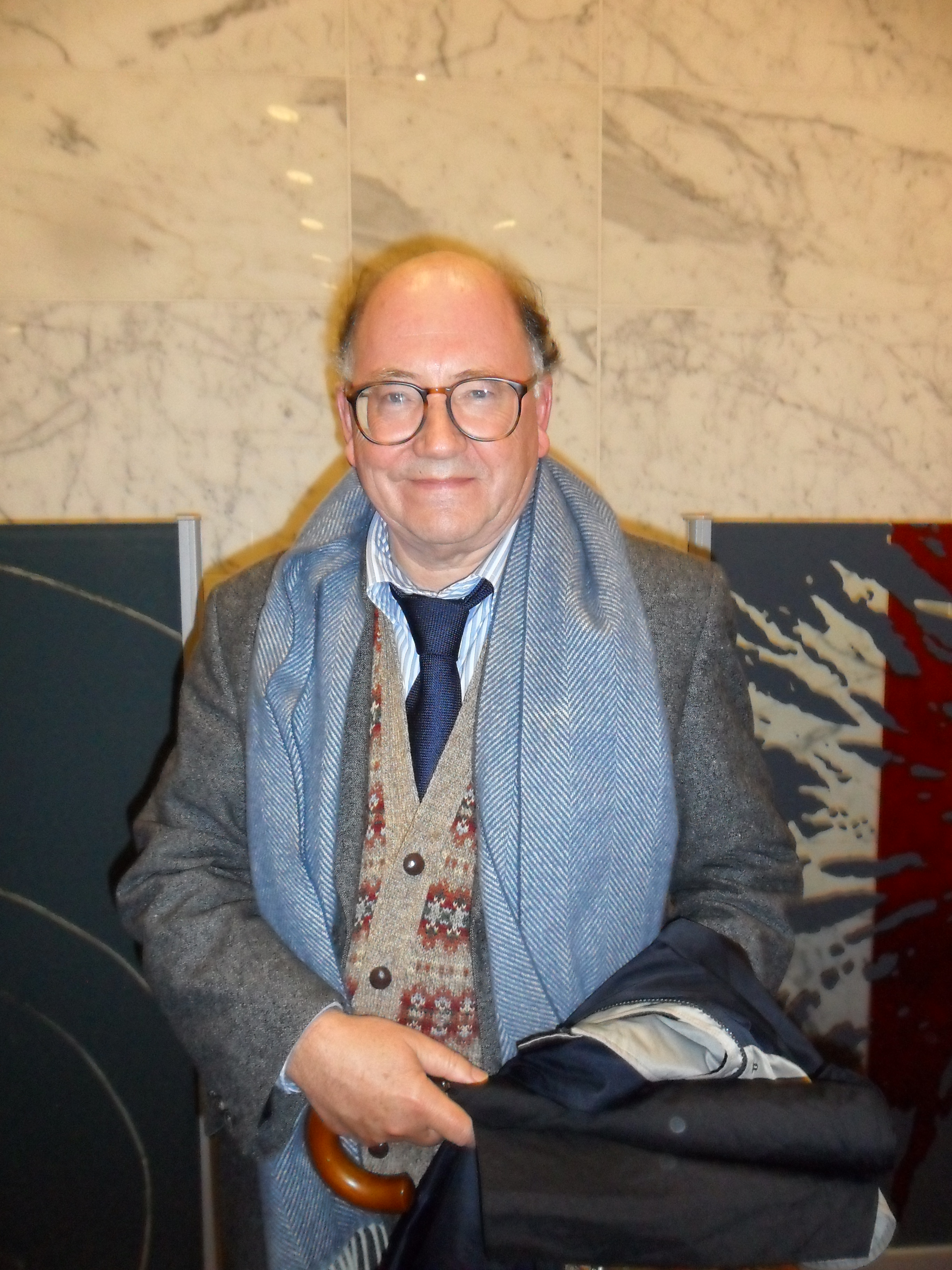
Richard Holmes

Richard Holmes (* 5. November 1945 in London) ist ein preisgekrönter britischer Biograf von Romantikern und Wissenschaftshistoriker des 19. Jahrhunderts. Er ist mit der Romanautorin Rose Tremain verheiratet.

## Leben
Holmes besuchte die Downside School und studierte am Churchill College, Cambridge. Er wurde Mitglied der Royal Society of Literature und der British Academy und spezialisierte sich auf Biografien des 19. Jahrhunderts/Romantik.
Er bekam 1974 den Somerset Maugham Award für Shelley: The Pursuit, 1993 den James Tait Black Memorial Prize für Dr. Johnson and Mr. Savage und 1998 den Duff Cooper Prize für Coleridge: Darker Reflections.
Einem größeren Publikum bekannt wurde er vor allem mit The Age of Wonder: How the Romantic Generation Discovered the Beauty and Terror of Science (2008), das den Royal Society Prizes for Science Books und den National Book Critics Circle Award gewann.